# Canton de Lescar
Le canton de Lescar est une ancienne division administrative française, située dans le département des Pyrénées-Atlantiques et la région Aquitaine.

## Composition
Le canton regroupe 14 communes :
- Arbus
- Artiguelouve
- Aussevielle
- Beyrie-en-Béarn
- Bougarber
- Caubios-Loos
- Denguin
- Lescar
- Lons
- Momas
- Poey-de-Lescar
- Sauvagnon
- Siros
- Uzein.

## Histoire
- Billère fit partie du canton de Lescar jusqu'à la création, par décret 82-95 du 27 janvier 1982, du canton de Billère.

- De 1833 à 1848, les cantons de Lescar et de Thèze avaient le même conseiller général. Le nombre de conseillers généraux était limité à 30 par département[1].

## Représentation

### Conseillers généraux de 1833 à 2015
| Période           | Identité                                      | Parti                    | Qualité                                                                                     |
| ----------------- | --------------------------------------------- | ------------------------ | ------------------------------------------------------------------------------------------- |
| 1833-1834 (décès) | Isidore Lamarque d'Arrouzat (1762-1834)       | Majorité gouvernementale | Propriétaire à Pau                                                                          |
| 1834-1836         | Jean-Baptiste Gachet                          |                          | Maire de Pau (1830-1838)                                                                    |
| 1836-1846 (décès) | Baron Philibert Paul Augustin Jacobi          |                          | Maréchal de camp commandant le département des Basses-Pyrénées résidant à Bayonne et à Pau  |
| 1846-1847         | Nicolas Lavielle                              | Majorité ministérielle   | Avocat puis magistrat à Riom Député (1834-1848) Président du Conseil Général (1838-1839)    |
| 1847-1871         | Jean-Baptiste Auguste Dariste                 | Droite                   | Avocat à la Cour royale de Paris Maire de Lalongue Député (1848-1851)- Sénateur (1853-1870) |
| 1871-1872 (décès) | Emmanuel Costadoat                            |                          | Propriétaire à Pau                                                                          |
| 1872-1892         | Auguste Durand                                | Droite                   | Propriétaire à Lescar                                                                       |
| 1892-1899 (décès) | Auguste Doussine                              | Républicain              | Propriétaire, maire de Caubios                                                              |
| 1899-1906 (décès) | Sylvain Rodès                                 | Républicain              | Maire d'Artiguelouve                                                                        |
| 1906-1910         | Georges Minvielle                             | Républicain              | Avocat puis juge de paix à Lescar                                                           |
| 1910-1922         | Mathieu Dassieu                               | Républicain Progressiste | Conseiller municipal de Pau                                                                 |
| 1922-1932 (décès) | Emile Lhept                                   | Républicain radical      | Médecin à Sauvagnon                                                                         |
| 1932-1936 (décès) | Joseph Tanneur                                | RG                       | Ingénieur des Travaux publics de l'Etat, en reteraite à Pau                                 |
| 1937-1940         | Arnaud Etchart                                | Rad.                     | Professeur puis directeur d'Ecole Normale d'Instituteurs                                    |
|                   |                                               |                          |                                                                                             |
| 1945-1955         | Arnaud Etchart                                | Rad.                     | Ancien directeur d'Ecole Normale                                                            |
| 1955-1979         | Roger Cadet (1906-1996)                       | DVD-CD                   | Maire de Lescar                                                                             |
| 1979-1985         | André Mariette                                | PS                       | Cultivateur à Siros                                                                         |
| 1985-1998         | René Claverie                                 | UDF-CDS                  | Médecin généraliste Maire de Lescar (1983-2008)                                             |
| 1998-2015         | Christiane Mariette (épouse d'André Mariette) | PS                       | Professeur de lettres et d'histoire, Siros                                                  |

### Conseillers d'arrondissement (de 1833 à 1940)
| Période                                  | Période      | Identité                                     | Étiquette | Qualité |
| ---------------------------------------- | ------------ | -------------------------------------------- | --------- | --- |
| 1833                                     | 1836         | Jean Teulé-Sensacq                           |           | Propriétaire à Aussevielle                                                                                  |
| 1836                                     | 1848         | Jean Jacques Laplace (1786-1859)             |           | Juge de paix à Lescar                                                                                       |
|                                          |              |                                              |           | |
|                                          | 1881 (décès) | Marie Théodore Édouard Cambuston (1839-1881) |           | Notaire à Lescar                                                                                            |
| 1881                                     | 1892         | Jean-Pierre-Denis Lestrade                   |           | Maire de Lons                                                                                               |
| 1892                                     |              | Octavin Courrèges                            |           | Maire de Sauvagnon                                                                                          |
|                                          |              |                                              |           | |
| 1919                                     | 1925         | Pierre Leplante                              |           | |
| 1925                                     | 1940         | Jean Anselme Lassalle                        | RG        | Propriétaire à Uzein                                                                                        |
| 1940                                     |              |                                              |           | Les conseils d'arrondissement ont été suspendus par la loi du 12 octobre 1940 et n'ont jamais été réactivés |
| Les données manquantes sont à compléter. |              |                                              |           | |

## Démographie
| 1962  | 1968   | 1975   | 1982   | 1990   | 1999   | 2006   | 2011   | 2012   |
| ----- | ------ | ------ | ------ | ------ | ------ | ------ | ------ | ------ |
| 8 653 | 10 194 | 13 000 | 19 339 | 24 524 | 30 203 | 34 376 | 36 024 | 35 948 |